# Integer vitae

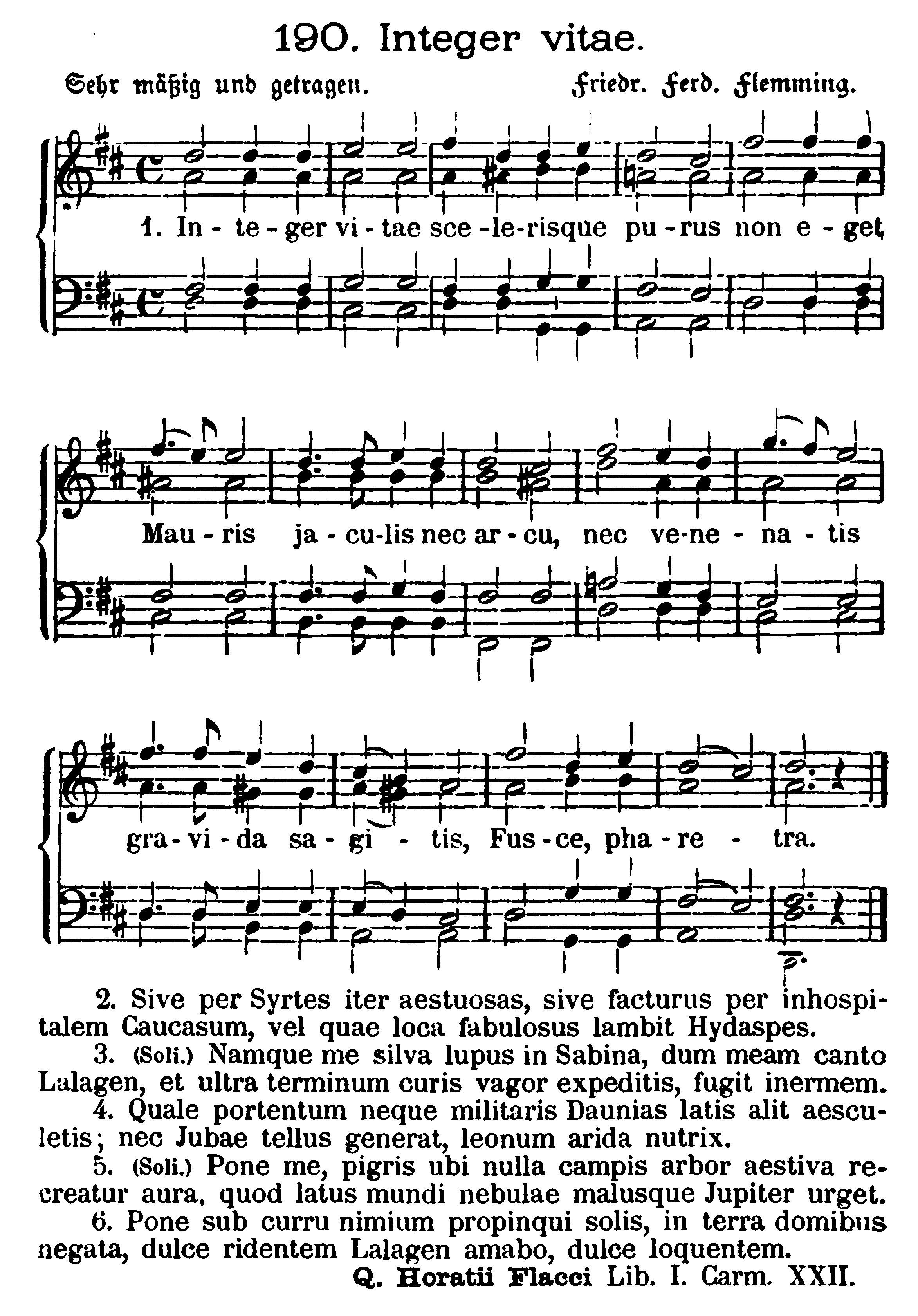
Flemmings körsats Integer vitae.

Integer vitae ([ˈɪntɛɡɛr ˈviːtɛ], ungefär ”Oförvitlig i livet”) är inledningsorden till Horatius ode I:22. Första strofen av dikten har tonsatts av Friedrich Flemming för manskör och är vanlig som begravningshymn. Flemmings melodi har även använts till psalmerna Kärlek av höjden och Saliga de som ifrån världens öden.

## Dikten
Integer vitae scelerisque purus

non eget Mauris iaculis neque arcu

nec venenatis gravida sagittis,

Fusce, pharetra,

Sive per Syrtis iter aestuosas

sive facturus per inhospitalem

Caucasum vel quae loca fabulosas

lambit Hydaspes.

Namque me silva lupus in Sabina,

dum meam canto Lalagen et ultra

terminum curis vagor expeditis,

fugit inermem,

Quale portentum neque militaris

Daunias latis alit aesculetis

nec Iubae tellus generat, leonum

arida nutrix.

Pone me pigris ubi nulla campis

arbor aestiva recreatur aura,

quod latus mundi nebulae malusque

Iuppiter urget;

Pone sub curru nimium propinqui

solis in terra domibus negata:

dulce ridentem Lalagen amabo

dulce loquentem